# Joachim Büchner (MfS-Mitarbeiter)
Joachim Büchner (* 5. März 1929 in Westhausen) ist ein deutscher ehemaliger Generalmajor des Ministeriums für Staatssicherheit (MfS) der DDR. Von 1970 bis 1989 war er Leiter der Hauptabteilung VII, zuständig für Spionageabwehr innerhalb des Innenministeriums und der Polizei der DDR.

## Leben
Büchner, Sohn eines Zimmermanns, besuchte nach der Volksschule eine Handelsschule und machte eine Lehre zum kaufmännischen Angestellten, die er 1947 abschloss. Im selben Jahr wurde Büchner Mitglied der SED und Mitarbeiter ihres Kreissekretariats in Langensalza. 1949 wurde Büchner zusätzlich Sekretär der dortigen Kreisleitung der Freien Deutschen Jugend (FDJ).
1949 wurde Büchner Mitarbeiter der Landesverwaltung zum Schutz der Volkswirtschaft in Thüringen (ab Februar 1950 Länderverwaltung des Ministeriums für Staatssicherheit) mit Dienstsitz in Langensalza. Ab 1950 war er Mitarbeiter der zentralen Landesverwaltung Thüringen in Gera und dort in der Abteilung V, zuständig für „Staatsapparat, Kultur, Kirchen und Untergrundspionage“, eingesetzt. 1953 wurde Büchner Leiter dieser Abteilung. 1955 wechselte er in die Abteilung XV, zuständig für Auslandsaufklärung, und wurde dort 1958 stellvertretender Operativer Leiter.
Von 1965 bis 1969 absolvierte Büchner ein Hochschulstudium, dann ein Fernstudium, und wurde Diplom-Jurist, wissenschaftlicher Mitarbeiter und 1969 Oberassistent an der Juristischen Hochschule des MfS in Potsdam-Eiche. 1971 wurde Büchner promoviert. Im gleichen Jahr wurde er zum Oberst befördert.
1970 wurde Büchner in die Zentrale des MfS nach Ost-Berlin berufen und wurde Leiter der Hauptabteilung VII, zuständig für Spionageabwehr im Ministerium des Innern und bei der Volkspolizei, war aber auch mit den Finanzen des MfS befasst. 1977/78 absolvierte Büchner einen Einjahreslehrgang an der Parteihochschule „Karl Marx“ der SED und wurde nach dessen Abschluss zum Generalmajor ernannt.
Nach dem Ende der DDR wurde Büchner im Dezember 1989 von allen Funktionen entbunden und 1990 aus dem Dienst entlassen.